# کانتون لا کونکوردیا
لا کونکوردیا (به اسپانیایی: Cantón La Concordia) یک منطقهٔ مسکونی در اکوادور است که در Santo Domingo de los Tsáchilas Province واقع شده‌است.